# Moortown (Lincolnshire)
Moortown – osada w Anglii, w hrabstwie Lincolnshire, w dystrykcie West Lindsey. Leży 30 km na północ od Lincoln i 220 km na północ od Londynu.